# 西蓮寺 (八王子市大楽寺町)
西蓮寺（さいれんじ）は、東京都八王子市にある真言宗智山派の寺院。なお、約5キロメートル東北東の同市石川町にも同名の寺がある。この寺も真言宗智山派の寺院である。

## 歴史
1429年（永享元年）、祐真法印によって開山された。元々は、現在の東京都西多摩郡檜原村に位置していたが、その後に現在の八王子市叶谷町に移転した。
1892年（明治25年）の火災で焼失した。1895年（明治28年）、末寺で1876年（明治9年）の火災で焼失した旧金谷寺跡地の現在地に移転した。
境内にある薬師堂は、旧金谷寺のもので室町時代末期の建物である。八王子市最古の木造建築物でもあるので、東京都の文化財に指定されている。中に安置されている薬師如来は「叶谷薬師」と呼ばれている。

## 文化財
- 西蓮寺薬師堂（東京都指定有形文化財 昭和51年7月1日指定）[2]

## 交通アクセス
- 路線バス薬師前停留所より徒歩2分。